# Frank J. Selke Trophy

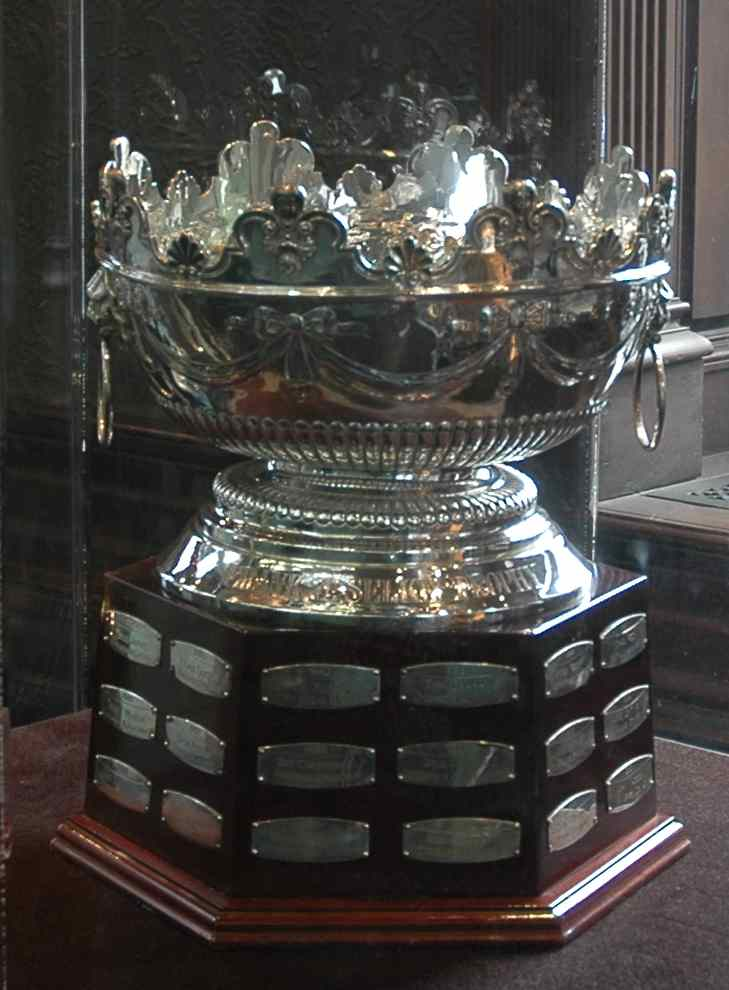
Die Frank J. Selke Trophy in der Hockey Hall of Fame in Toronto

Die Frank J. Selke Trophy ist eine Eishockey-Trophäe in der National Hockey League, die jährlich an den Stürmer mit dem besten Defensivverhalten vergeben wird. Der Gewinner wird durch eine Umfrage der Professional Hockey Writers’ Association am Ende der regulären Saison ermittelt.
Die Trophäe wurde nach Frank J. Selke, dem ehemaligen Geschäftsführer der Toronto Maple Leafs und Montréal Canadiens, benannt und erstmals am Ende der Saison 1977/78 verliehen.

## Frank J. Selke Trophy Gewinner
| Jahr | Spieler               | Team                  |
| ---- | --------------------- | --------------------- |
| 2025 | Aleksander Barkov     | Florida Panthers      |
| 2024 | Aleksander Barkov     | Florida Panthers      |
| 2023 | Patrice Bergeron      | Boston Bruins         |
| 2022 | Patrice Bergeron      | Boston Bruins         |
| 2021 | Aleksander Barkov     | Florida Panthers      |
| 2020 | Sean Couturier        | Philadelphia Flyers   |
| 2019 | Ryan O’Reilly         | St. Louis Blues       |
| 2018 | Anže Kopitar          | Los Angeles Kings     |
| 2017 | Patrice Bergeron      | Boston Bruins         |
| 2016 | Anže Kopitar          | Los Angeles Kings     |
| 2015 | Patrice Bergeron      | Boston Bruins         |
| 2014 | Patrice Bergeron      | Boston Bruins         |
| 2013 | Jonathan Toews        | Chicago Blackhawks    |
| 2012 | Patrice Bergeron      | Boston Bruins         |
| 2011 | Ryan Kesler           | Vancouver Canucks     |
| 2010 | Pawel Dazjuk          | Detroit Red Wings     |
| 2009 | Pawel Dazjuk          | Detroit Red Wings     |
| 2008 | Pawel Dazjuk          | Detroit Red Wings     |
| 2007 | Rod Brind’Amour       | Carolina Hurricanes   |
| 2006 | Rod Brind’Amour       | Carolina Hurricanes   |
| 2005 | Saison wurde abgesagt | Saison wurde abgesagt |
| 2004 | Kris Draper           | Detroit Red Wings     |
| 2003 | Jere Lehtinen         | Dallas Stars          |
| 2002 | Michael Peca          | New York Islanders    |
| 2001 | John Madden           | New Jersey Devils     |
| 2000 | Steve Yzerman         | Detroit Red Wings     |
| 1999 | Jere Lehtinen         | Dallas Stars          |
| 1998 | Jere Lehtinen         | Dallas Stars          |
| 1997 | Michael Peca          | Buffalo Sabres        |
| 1996 | Sergei Fjodorow       | Detroit Red Wings     |
| 1995 | Ron Francis           | Pittsburgh Penguins   |
| 1994 | Sergei Fjodorow       | Detroit Red Wings     |
| 1993 | Doug Gilmour          | Toronto Maple Leafs   |
| 1992 | Guy Carbonneau        | Montréal Canadiens    |
| 1991 | Dirk Graham           | Chicago Blackhawks    |
| 1990 | Rick Meagher          | St. Louis Blues       |
| 1989 | Guy Carbonneau        | Montréal Canadiens    |
| 1988 | Guy Carbonneau        | Montréal Canadiens    |
| 1987 | Dave Poulin           | Philadelphia Flyers   |
| 1986 | Troy Murray           | Chicago Blackhawks    |
| 1985 | Craig Ramsay          | Buffalo Sabres        |
| 1984 | Doug Jarvis           | Washington Capitals   |
| 1983 | Bobby Clarke          | Philadelphia Flyers   |
| 1982 | Steve Kasper          | Boston Bruins         |
| 1981 | Bob Gainey            | Montréal Canadiens    |
| 1980 | Bob Gainey            | Montréal Canadiens    |
| 1979 | Bob Gainey            | Montréal Canadiens    |
| 1978 | Bob Gainey            | Montréal Canadiens    |